# Jan Lenica
Jan Lenica (ur. 4 stycznia 1928 w Poznaniu, zm. 5 października 2001 w Berlinie) – polski artysta plastyk, plakacista, scenarzysta, reżyser filmów animowanych, muzyk, architekt, krytyk sztuki, jeden z prekursorów i przedstawicieli polskiej szkoły plakatu. 
Lenica miał okazję prezentować swoje plakaty, rysunki i grafiki na wielu wystawach, zarówno w kraju, jak i za granicą, otrzymując wiele nagród za swą plastyczną twórczość (m.in. na Międzynarodowym Biennale Plakatu w Warszawie, czy festiwalu filmowym w Karlovych Varach). Artysta blisko współpracował w pierwszym okresie tworzenia filmów animowanych z Walerianem Borowczykiem. Obaj artyści uznawani są dzisiaj za pionierów surrealistycznego kina absurdu.

## Życiorys
Urodził się w rodzinie Alfreda, znakomitego malarza, jednego z twórców abstrakcjonizmu, i Janiny z Kubowiczów (1907–1981). Jego siostra Danuta, ilustratorka książek dla dzieci, była żoną Tadeusza Konwickiego. Jego dziadem (ze strony matki) był sławny poznański realista ze szkoły monachijskiej Piotr Kubowicz. Jan Lenica ukończył średnią szkołę muzyczną w klasie fortepianu, a następnie studia na Wydziale Architektury Politechniki Warszawskiej. Terminował też u ojca, w jego malarskiej pracowni. Debiutował skromnie rysunkami satyrycznymi w tygodniku „Szpilki”. Światowy rozgłos przyniósł mu plakat – był jednym z twórców odnoszącej triumfy polskiej szkoły plakatu. Pracował jako rysownik, publikował teksty krytyczne na temat grafiki, plakatu i karykatury, był redaktorem graficznym tygodnika „Szpilki”. W 1954 został asystentem w katedrze plakatu warszawskiej ASP. W 1955 otrzymał wyróżnienie Podkomitetu Literatury i Sztuki Nagrody Państwowej za twórczość w dziedzinie plakatu a w szczególności za plakaty Brama nr 6 i Zagubione dzieciństwo.
W 1957 zrealizował z Walerianem Borowczykiem pierwszy film animowany. Po zrealizowaniu kilku następnych i kłopotach z wprowadzeniem ich na ekrany, wyjechał na stałe za granicę. Prowadził wykłady na temat plakatu na uniwersytecie Harvarda w Cambridge. Kierował katedrą filmu animowanego na uniwersytecie w Kassel. Był profesorem plakatu i grafiki w Hochschule der Künste w Berlinie. Tam też zmarł 5 października 2001 roku. Pochowany na cmentarzu Wojskowym na Powązkach w Warszawie (kwatera B35-3-3).
Jest jednym z bohaterów książki Jerzego Armaty Anima. Mistrzowie polskiej animacji (wyd. EGoFILM, Warszawa 2025).
Jego żona Teresa Byszewska była plastyczką, tworzyła oryginalne kolaże i grafiki.

## Plakacista
Lenica był autorem określenia „polska szkoła plakatu”, użytego przezeń jako tytuł swego artykułu o polskim plakacie w szwajcarskim „Graphisie”. Bowiem, obok własnej twórczości plastycznej, uprawiał z powodzeniem także krytykę artystyczną. Plakaty Lenicy cechowała ekspresja, ale pojawiała się w nich też nuta sarkastycznej satyry. Ten swoisty klimat jego dzieł sprawiał, że w latach 60. porównywano go do współczesnego mu pokolenia angielskich „młodych gniewnych” (Osborne). Forma plastyczna jego prac wyprzedzała często doświadczenia aktualnej grafiki warsztatowej. Lenica dość szybko wykształcił swój własny „charakter pisma” i mimo że podlegał on na przestrzeni dziesięcioleci zrozumiałym przeobrażeniom, to twórczość jego miała zawsze wyraźne indywidualne piętno.
W latach 60. Lenica zaczął stosować styl wycinankowy, który stał mu się szczególnie bliski – reprezentują go m.in. plakaty do „Święta wiosny” i „Ifigenii na Taurydzie” (oba z 1962 r.). Niewiele później w sztuce Lenicy wyraźnie zaistniały wpływy secesji – pierwszą pracą tego rodzaju jest w Willi plakat do „Wozzecka” z 1964 r. Ta stylistyka jest też dostrzegalna m.in. w plakatach do „Fausta” (1964 r.) i „Otella” (1968 r.). Secesyjne liternictwo zastosował w plakacie do swego filmu pt. „Adam 2”.
Jan Lenica jest autorem ponad 200 plakatów teatralnych i filmowych. Jednym z najsłynniejszych jest plakat do opery Wozzeck Albana Berga wykonany w 1964 roku, nagrodzony złotym medalem na I Międzynarodowym Biennale Plakatu w Warszawie. Praca przedstawia olbrzymią, czerwoną głowę z umieszczonymi pośrodku twarzy szeroko rozwartymi ustami. Poetyka plakatów Lenicy nacechowana jest ironią i absurdem, autor kreował w nich całkiem nową, często groteskową rzeczywistość.

## Twórca filmów animowanych
Sam Lenica, pytany skąd wzięło się nowatorstwo pierwszych wspólnych filmów, nazwanych przez krytykę eksperymentalnymi, powiedział, że być może z nieznajomości dotychczasowego dorobku kina animowanego. Faktem jest jednak, że technika „wycinankowa”, jaką zastosowali w pierwszych filmach z Borowczykiem, a potem sam Lenica w kilku kolejnych, sprawdziła się jako środek przekazu zarówno treści humorystycznych, zabawnych, jak i surrealistycznej groteski, po absurd i grozę rodem z Ionesco i Kafki. Lenicy nie wystarczyła ta formuła i po rozstaniu się z Borowczykiem sięgał po inne formy, realizując filmy kombinowane, aktorskie, filmy z aktorami, ale unieruchomionymi na fotografiach, wreszcie filmy rysunkowe.
Film animowany był w Polsce, przed pojawieniem się filmów Lenicy i Borowczyka, uważany za formę mniej wartościową, rozumiany jako film przeznaczony dla dzieci, bez większych ambicji artystycznych, plastycznych nie mówiąc już o filozoficznych. Na dodatek filmem animowanym rządziła w Polsce ideologia.
Wraz z Walerianem Borowczykiem tworzy w 1957 film „Był sobie raz...”, a w 1958 „Dom”, czyniąc z filmu animowanego sztukę, która może służyć do przekazywania najbardziej skomplikowanych, trudnych i poważnych treści.
Prosty w konstrukcji film „A”, opowiada o walce samotnego człowieka z terrorem pierwszej litery alfabetu. Nietrudno tu odczytać konflikt jednostki z aparatem przemocy. Podobną tematykę znajdziemy w „Panu Głowie”, „Adamie 2”, „Nosorożcu”, czy w filmie „Wyspa R.O.”.
Lenica sam mówił o balansowaniu „między groteską a dramatem”. Do mitu Ikara odwoła się w filmie „Labirynt”, do mitów kultury niższej jak np. Fantomasa w „Fantorro”, absurd istnienia rodem z Kafki poruszy w obrazach „Labirynt”, „A”, „Adam 2” a rodem z Ionesco w takich dziełach jak „Pan Głowa”, „Nosorożec”, surrealistyczne zestawienia przedmiotów rodem z Maxa Ernsta zagoszczą w filmach „Pan Głowa”, „Nowy Janko Muzykant”, „Labirynt”. Z jednej strony mamy piękno i porządek świata secesji („Labirynt”), a z drugiej strony nawiązujący do okupacyjnych przeżyć Lenicy „Krajobraz”, czy groteskowe i groźne postacie z adaptacji „Królu Ubu” A. Jarry’ego.
Mimo wielości technik, tematów i gatunków, styl Lenicy jest jednak łatwo rozpoznawalny.

## Źródła i inspiracje filmowe
Poza zabawą plastyczną, której wzorów szukać możemy choćby w eksperymentalnych filmach lat dwudziestych XX wieku, np. F. Legera, poza poważnym traktowaniem obrazu, nawiązującym do Meliesa, poza nawiązaniem do filmów Chaplina (człowieczek w meloniku pojawia się w wielu filmach Lenicy, począwszy od debiutanckiego), poza żartami z klisz kulturowych („Nowy Janko Muzykant”, „Fantorro – ostatni sprawiedliwy”) czy surrealistyczną zabawą jak w Martwej naturze, we wszystkich prawie filmach Lenicy odczytujemy głębsze przesłanie.
„Był sobie raz…” i „Dom”, pierwszy i trzeci film Lenicy i Borowczyka, posiadały i w formie i w treści wiele elementów jakby się wydawało nowoczesnych. Zrywały z obowiązującym w filmie animowanym baśniową formułą. Były w zasadzie pozbawione fabuły, a więc w tym sensie bliskie abstrakcji. Ponadto w „Był sobie raz…” poczynili bezpośrednie aluzje do malarstwa abstrakcyjnego i muzyki jazzowej.
Lenica trzymał się zawsze tej samej zasady, nie ulegał nowinkom. Jego krąg inspiracji literackich jest dość oczywisty: Kafka (jego nazwisko ukazuje się nawet na szyldzie w „Labiryncie”), Bruno Schulz, Witold Gombrowicz, Stefan Themerson, Sławomir Mrożek, André Pieyre de Mandiargues, Ionesco, Jarry. Bardziej skomplikowany jest plastyczny rodowód tych wizji. Można wskazać, co najmniej cztery takie źródła: dziewiętnastowieczna grafika ilustracyjna, prehistoria i początki kina, secesja oraz sztuka naiwna. Nie znaczy to, ze plastyka filmów Lenicy opiera się na jednej recepcie. Przechodziła ona różne ewolucje, podobnie jak jego twórczość graficzna. Nowatorstwo Lenicy i Borowczyka polegało przede wszystkim na nobilitowaniu plastyki jako podstawowego komponentu filmu animowanego. Wcześniej była ona elementem podrzędnym w stosunku do warstwy literackiej filmu. Przenieśli na grunt animacji, język plakatowej metafory, skrótu graficznego. Zakończenie „Pana Głowy” należy już do przykładów klasycznych.

## Filmografia
- 2001 – WYSPA R.O. Reżyseria, Scenariusz, Opracowanie plastyczne,
- 1998 – WYSPA JANA LENICY Bohater filmu,
- 1995 – JAN LENICA Bohater filmu,
- 1994 – LENICA Bohater filmu,
- 1979 – UBU ET LA GRANDE GIDOUILLE Reżyseria, Scenariusz,
- 1975 – UBU ROI Reżyseria, Scenariusz,
- 1974 – LANDSCAPE Reżyseria, Scenariusz,
- 1972 – FANTORRO – LE DERNIER JUSTICIER Reżyseria, Scenariusz,
- 1969 – STILLEBEN Reżyseria, Scenariusz,
- 1968 – ADAM 2 Reżyseria, Scenariusz,
- 1966 – WEG ZUM NACHBARN (Lenica J.) Reżyseria, Scenariusz, Producent,
- 1965 – LA FEMME – FLEUR Reżyseria, Scenariusz,
- 1964 – A Reżyseria, Scenariusz,
- 1963 – DIE NASHÖRNER Reżyseria, Scenariusz,
- 1962 – LABIRYNT (Lenica Jan) Reżyseria, Scenariusz, Opracowanie plastyczne,
- 1961 – ITALIA 61 Reżyseria,
- 1960 – NOWY JANKO MUZYKANT Reżyseria, Scenariusz, Opracowanie plastyczne,
- 1959 – MONSIEUR TÊTE Reżyseria, Scenariusz,
- 1958 – DOM (Borowczyk Walerian, Lenica Jan) Reżyseria, Scenariusz,
- 1957 – SZTANDAR MŁODYCH Reżyseria,
- 1957 – STRIP-TEASE Reżyseria,
- 1957 – NAGRODZONE UCZUCIA Reżyseria,
- 1957 – DNI OŚWIATY Reżyseria,
- 1957 – BYŁ SOBIE RAZ... Realizacja

## Ordery i odznaczenia
- Krzyż Oficerski Orderu Odrodzenia Polski (25 lipca 1994)[4]
- Złoty Krzyż Zasługi (19 lipca 1955)[5]
- Medal 10-lecia Polski Ludowej (12 stycznia 1955)[6]

## Nagrody filmowe
- 2002 – WYSPA R.O. Kraków (Ogólnopolski Festiwal Autorskich Filmów Animowanych) Złota Kreska
- 1973 – LABIRYNT (Lenica Jan) Annecy (Międzynarodowy Festiwal Filmów Animowanych) V miejsce na liście najlepszych filmów animowanych świata w plebiscycie ogłoszonym na festiwalu
- 1969 – STILLEBEN Prime a la qualité – Francja
- 1969 – ADAM 2 Państwowa Nagroda Filmowa – Bundesfilmpreis, RFN
- 1967 – DIE NASHORNER Cordoba (FFK) I Nagroda
- 1966 – LA FEMME – FLEUR Wenecja (MFFK i D) „Złoty Lew św. Marka"
- 1965 – A Prades (MFF) Grand Prix za najlepszy film krótkometrażowy
- 1965 – A Państwowa Nagroda Filmowa – Bundesfilmpreis, RFN
- 1965 – A Oberhausen (MFFK) nagroda NRD-owskiej Ligi Przyjaźni między Narodami Grand Prix w kat. filmów animowanych
- 1964 – DIE NASHÖRNER Państwowa Nagroda Filmowa – Bundesfilmpreis, RFN
- 1964 – DIE NASHÖRNER Oberhausen (MFFK) Wyróżnienie Jury
- 1964 – DIE NASHÖRNER Nagroda Honorowa Francuskiej Akcji Premiowania Osiągnięć w Sztuce Filmowej
- 1964 – LABIRYNT (Lenica Jan) Melbourne (MFF) Nagroda specjalna za animację
- 1964 – DIE NASHÖRNER Melbourne (MFF) Dyplom Honorowy
- 1964 – DIE NASHÖRNER Kraków (Krakowski FF – Konkurs Międzynarodowy; do roku 2000 Międzynarodowy FFK) Dyplom Uznania za „oryginalny kształt literackiego oryginału E.Ionesco"
- 1964 – LABIRYNT (Lenica Jan) Buenos Aires (MFFK) Grand Prix w kat. filmu animowanego
- 1963 – LABIRYNT (Lenica Jan) Paryż (Biennale Młodych) Nagroda w kat. filmów o sztuce
- 1963 – LABIRYNT (Lenica Jan) Oberhausen (MFFK) nagroda NRD-owskiej Ligi Przyjaźni między Narodami I Nagroda w kat. filmu eksperymentalnego
- 1963 – LABIRYNT (Lenica Jan) Kraków (Ogólnopolski Festiwal Filmów Krótkometrażowych) I Nagroda „Złoty Smok wawelski” w kategorii filmów animowanych
- 1963 – LABIRYNT (Lenica Jan) Annecy (Międzynarodowy Festiwal Filmów Animowanych) Nagroda FIPRESCI
- 1962 – NOWY JANKO MUZYKANT Nagroda ZAIKS-u za scenariusz
- 1962 – ITALIA 61 Kraków (Ogólnopolski Festiwal Filmów Krótkometrażowych) II Nagroda „Srebrny Smok wawelski” w kategorii filmów animowanych i innych krótkich form filmowych
- 1961 – MONSIEUR TÊTE Tours Nagroda FIPRESCI
- 1961 – NOWY JANKO MUZYKANT Syrenka Warszawska (Nagroda Klubu Krytyki Filmowej SDP)
- 1961 – NOWY JANKO MUZYKANT Kraków (Ogólnopolski Festiwal Filmów Krótkometrażowych) I Nagroda „Złoty Smok wawelski” w kategorii filmów animowanych
- 1960 – MONSIEUR TÊTE Oberhausen (MFFK) Grand Prix w kategorii filmu animowanego
- 1960 – MONSIEUR TÊTE Nagroda Emila Cohla, Paryż
- 1958 – BYŁ SOBIE RAZ... Syrenka Warszawska (Nagroda Klubu Krytyki Filmowej SDP) w kategorii: film krótkometrażowy; za rok 1957
- 1958 – BYŁ SOBIE RAZ... Mannheim (MFF) „Złoty Dukat"
- 1958 – DOM (Borowczyk Walerian, Lenica Jan) Bruksela (Międzynarodowy Konkurs Filmów Eksperymentalnych) Grand Prix (Konkurs odbył się w ramach EXPO-58)
- 1957 – BYŁ SOBIE RAZ... Wenecja (MFFK i D) „Złoty Lew św. Marka” w kategorii filmu eksperymentalnego
- 1957 – BYŁ SOBIE RAZ... Warszawa (PFAnimowanych) III Nagroda

## Galeria

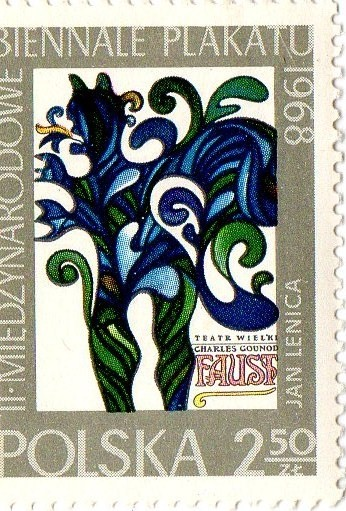
Znaczek Poczty polskiej z projektem Jana Lenicy reklamujący II Biennale Plakatu (1968).